# FK Bakoe

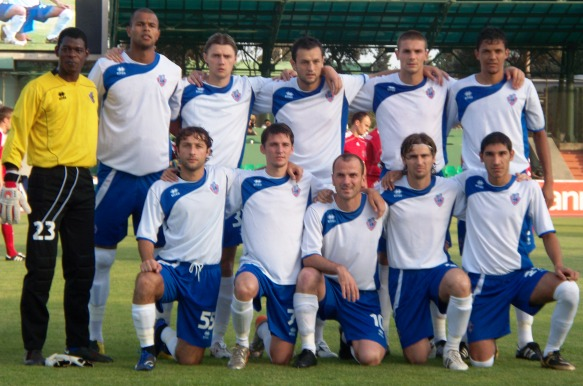
Team van 2009

FK Bakoe is een Azerbeidzjaanse voetbalclub uit de hoofdstad Bakoe.
FK Bakoe speelt zijn thuiswedstrijden in het Tofikh Bakhramovstadion dat een totale capaciteit heeft van 28.000 zitplaatsen. De kleuren van het club zijn blauw en wit. Sinds de oprichting tot nu toe werd de club tweemaal Landskampioen en driemaal Bekerwinnaar. De club komt net zoals AZAL PFK, Inter Bakoe en Neftçi Bakoe uit het stad Bakoe.

## Geschiedenis

### Oprichting
De club werd in 1997 opgericht als Dinamo Bakoe en startte meteen in de Premyer Liqası. Dinamo behaalde meteen de tweede plaats. Na een derde plaats in 1999 ging het de volgende seizoenen wat minder. De club veranderde in 2000 de naam in Dinamo-Bakili Bakoe. In 2004 werd de vijfde plaats behaald, na dat seizoen werd de naam in FK Bakoe veranderd en werd opnieuw de vijfde plaats behaald en won de club de beker. In 2006 werd het voor de eerste keer landskampioen. Drie jaar later volgde het tweede kampioenschap. Vanaf 2014 kende de club financiële problemen. In 2015 degradeerde de club naar de Azərbaycan Birinci Divizionu. Voor het seizoen 2016/17 trok de club zich terug en ging in de Həvəskarlar Liqası, op amateurniveau verder.

### Erelijst
Landskampioen
2006, 2009
Bekerwinnaar
2005, 2010, 2012

## In Europa
FK Bakoe speelt sinds 1998 in diverse Europese competities. Hieronder staan de competities en in welke seizoenen de club deelnam:
- Champions League (2x)

2006/07, 2009/10
- Europa League (3x)

2009/10, 2010/11, 2012/13
- UEFA Cup (2x)

1998/99, 2005/06
- Intertoto Cup (1x)

2007

## Bekende (oud-)spelers
- Aleksandr Tsjertoganov
- Stanislav Bachev
- Adnan Barakat
- Ibrahim Kargbo
- Arif Asadov
- Vagif Javadov
- Ruben Schaken